# زانکت پتر ایم سولمتال
زانکت پتر ایم سولمتال (به آلمانی: Sankt Peter im Sulmtal) یک منطقهٔ مسکونی در اتریش است که در دویچلندسبرگ واقع شده‌است. زانکت پتر ایم سولمتال ۱۰٫۹۵ کیلومتر مربع مساحت دارد ۳۷۷ متر بالاتر از سطح دریا واقع شده‌است.